# 941型核潜艇
941型Акула（鲨鱼）核潜艇，北约代号台风级核潜艇，是苏联最大的弹道导弹潜艇，也是目前为止世界上人类建造的最大的潜艇，由红宝石设计局设计完成。该潜艇是典型的冷战时期产物，其为达到“相互保证毁灭”原则而生。台风级与它的对手美国俄亥俄级相比，在体积上近乎是後者的两倍——但是核弹投射能力大体相当——不過强调生存能力，采用复合的双壳体（多个独立的承压舱，并与导弹发射管分开）而非俄亥俄级的单壳体（单个承压舱，上有大量大型开口以焊接导弹发射管），且潜深能力也接近後者的两倍，抗打击能力亦强于后者。同时依賴其龐大的船艙容積，甚至备有吸烟室、泳池和桑拿浴室，可以讓水兵舒服地在敵人附近海域枕戈待旦好一陣子，一次出航，可在北冰洋下最长值班3个月（俄亥俄级一般设定为1个月，主要受食品限制，蔬菜水果新鲜肉类最多能保存供应1个月，若依赖罐装食品可酌情延长）。装备20个导弹发射管装载SS-N-20弹道导弹，射程达到8300公里，可以让台风级打击到与它同处一个半球的任何一个目标。台风级核潜艇是目前世界最大体积和吨位潜艇纪录保持者。

## 历史及现状

### 研制背景
1966年11月，美国启动了“水下远程导弹系统”（发展为“三叉戟导弹”）和“俄亥俄”级弹道导弹核潜艇在内的新一代海基战略系统。为此，苏联海军在1970年开始探讨射程至少为9000千米潜射弹道导弹的下一代弹道导弹核潜艇的可行性。
台风级的总设计师在接受Discovery采访的时候曾是说过这样的话：“你、我都生活在一个不完美的世界，而且将要继续生活在这个世界中。”“当时美国製造了三叉戟級（即搭載三叉戟導彈的俄亥俄级核动力战略潜艇），其首艦名為俄亥俄。为了超越他們，我们製造了阿庫拉級，更强的潜艇。” 这也就是台风级研制的原因。

### 研制生产
1971年6月，苏联政府下达了《关于建立由Д-19导弹综合体和941型核潜艇组成的“台风”（Тайфун）海基战略综合体》的命令。“红宝石”中央设计局参与过苏联第一代到第三代核潜艇设计工作的科瓦廖夫任总设计师。由马克耶夫领导的第385特种设计局负责Р-39型三级固体燃料潜射洲际弹道导弹系统设计，导弹编号3М65。北约称之SS-N-20“鲟鱼”（Sturgeon）。
台风级第一艘在1977年开始动工，1980年9月下水，而于1981年开始服役。台风级在设计研究初期遇到了很多困难，比如自卫武器的布设，如何布设20个导弹发射筒等。台风级建造计划已在1989年全部完成，共六艘同级舰。当时苏联曾准备大量建造台风级，就因为经济问题放弃了原设想。现在俄罗斯海军也由于经费等问题，使得其中三艘退役，而其余三艘也只能保证一艘在临战状态。面对美国的14艘俄亥俄级（原共18艘，其中4艘改为巡航导弹潜艇），俄罗斯海军现在已经没有能够对等的武器了。但俄罗斯并没有放弃弹道导弹潜艇的研发。俄国自1996年开始研制“北风之神”级（俄语：Борей，俄方代号：955级，无北约代号）战略核潜艇。俄罗斯官方宣布北风之神级首舰已经于1996年开始建造，在2007年下水。2、3号舰也在2005年内开始建造。但相关数据仍是个谜。
2004年，媒体报道称俄罗斯将彻底拆除6艘中的3艘台风级核潜艇（重新起用TK-208，拆除1艘现役艇和2艘退役艇），仅保留用于战备的一艘台风级，并修复一艘台风级（TK-208，台风级的首舰）用作弹道导弹的发射试验平台。TK-208迪米特里顿斯科伊号于1981年开始服役，在1983年就被列为预备役，但到1990年“大修”时，因为经济问题而将原计划1年的大修拖延了近11年。直到2000年，俄海军获得相关经费才得以在2001年中旬完成大修并改装用于试射新式弹道导弹（布拉瓦型导弹，另译“圆锤”，用于北风之神级装备的新型弹道导弹）。而TK-17阿尔汉格尔斯克号和TK-20塞维斯塔尔虽然参与了2004年俄海军的“安全-2004”演习，但都未发射导弹。R-39 RIF礁石/SS-N-20鲟鱼型导弹已经宣布停产，而TK-208现用作试验平台，其他两艘也都从06年起封存。
红宝石设计局曾提出拆除台风级的导弹筒代以货仓，成为载荷15000吨的跨北冰洋运输潜艇。

## 同级列表
台风级6艦列表：
| 舷号   | 开工时间      | 下水时间       | 服役时间       | 退役时间     | 现状          |
| ------ | ------------- | -------------- | -------------- | ------------ | ------------- |
| TK-208 | 1977年3月3日  | 1980年9月23日  | 1981年12月12日 | 2023年2月7日 |               |
| TK-202 | 1980年10月1日 | 1982年4月26日  | 1983年12月28日 | 1999年6月    | 拆解          |
| TK-12  | 1982年4月27日 | 1983年12月17日 | 1984年12月27日 | 1996年       | 2006-08年拆解 |
| TK-13  | 1984年1月5日  | 1985年2月21日  | 1985年12月29日 | 1997年       | 2007-09年拆解 |
| TK-17  | 1985年2月24日 | 1986年8月      | 1987年11月6日  | 2006年       |               |
| TK-20  | 1987年1月6日  | 1988年6月      | 1989年9月      | 2004年       |               |

## 结构及武器系统

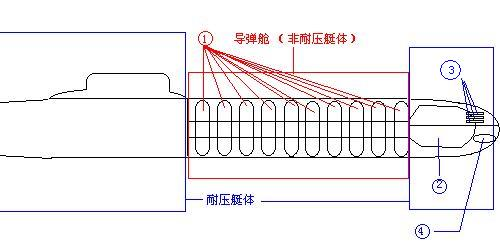
图为台风级的部分艇身竖切面，图中从侧面显示了潜艇中段水平较细的承压舱体，和垂直的自承压导弹发射管分离的结构，两者同被包裹在非承压外壳体内。蓝色框内为主艇体与鱼雷舱。其中①为导弹发射筒、②为鱼雷舱、③为533毫米鱼雷发射管、④为声纳站

941型覆有橡胶消音瓦的钢制轻壳体中，布置有5个钛合金制的耐压艇体：
- 艏耐压艇体：有6具533毫米鱼雷发射管、配套的快速装填装置以及备用鱼雷
- 主耐压艇体（右）直径为7.2米
- 主耐压艇体（左）
- 中央耐压艇体：有指挥部位、操舵部位和主要的艇载电子系统设备。围壳中集中了艇上全部的升降桅杆设备
- 艉部耐压艇体

中央耐压艇体的两舷各有一个漂浮式救生舱，救生舱顶部结构与潜艇上层建筑两侧的外形构成一体
漂浮式救生舱。因此，潜艇共有7个独立耐压艇体。
台风级共有19个舱室，从横抛面看成“品”字型布设。
主耐压艇体、耐压中央舱段和鱼雷舱使用钛合金材料，其余部分都用消磁高强度钢材。这确保了即使是北极的2~3米厚度的冰也能被轻易的破开。弹道导弹发射筒布置在指挥台围壳的前方，这样减轻了发射导弹时于轮机一起产生的震动程度，从而提高安静程度和发射间隔。耐压艇体部分则用德尔塔IV级的消音瓦，非耐压部分使用一种特制的橡胶水声消音瓦，从而让这个庞然大物在水下遁形。台风级的工作噪音是苏俄弹道导弹潜艇中最低的，稍逊于只有它体积一半的俄亥俄级。
台风级可以同时齐射2发R-39礁石/SS-N-20鲟鱼型彈道导弹，这在世界上其他任何级别的弹道导弹潜艇中都是无法做到的。该级与其他苏俄弹道导弹潜艇最特殊的设计是使用非典型双壳体，即非全艇使用双壳体结构。在导弹发射筒部分采用了单壳体，也就是将导弹发射筒夹在双壳耐压艇体之间。这样避免了出现“龟背”（指导弹发射筒高高隆起于甲板，台风级是所有苏俄弹道导弹潜艇中唯一没有“龟背”的级别）产生的航行时噪音和阻力较大。台风级不像大多数西方人所想象的苏联武器一般都不注重士兵舒适度，颱風級为水兵都提供了一个每人平均约3平方米的“休息空间”，台风级是少数在设计时就考虑到空调设备的苏俄潜艇，艇上还有游泳池和健身房。据说水兵在执勤完任务后还可到甲板上钓鱼。水兵的一日三餐都少不了黑鱼子酱，金枪鱼，巧克力和葡萄酒。
台风级的主武器是R-39礁石/SS-N-20鲟鱼型弹道导弹，在自卫武器上，装备了533毫米鱼雷管和650毫米鱼雷管。可发射常规鱼雷、“风暴”空泡鱼雷、SS-N-15反潜导弹，由533毫米鱼雷发射管发射。同时还装备了SS-N-16反潜导弹，可由650毫米鱼雷发射管发射。并且俄方还为台风级和以后的“北风之神”级研制并装备了潜射防空导弹，并可由鱼雷管发射。强硬的双壳体结构使得潜艇在遭受普通鱼雷攻击时，大部分的鱼雷爆炸力会被双壳体的耐压舱和壳体外的水吸收，从而保护艇体，据美国分析，由于台风级双壳体之间的大空间和巨大的预留浮力（约为排水量的35%），可以在遭到一枚甚至两枚重型鱼雷击中的情况下而不沉没。总体说台风级足以对抗一般的攻击型潜艇和水面反潜舰只。

### 关于R-39礁石/SS-N-20鲟鱼型导弹

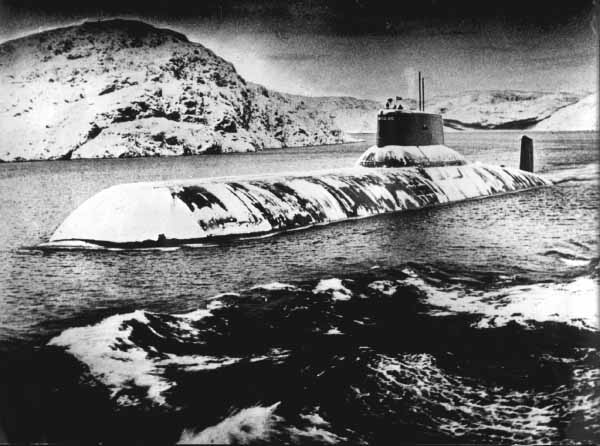
颱風級於北極海

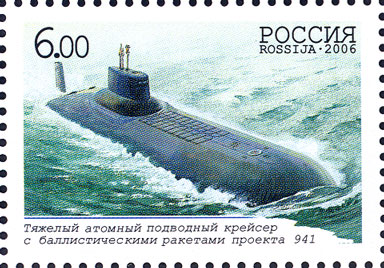
颱風級紀念郵票

R-39礁石/SS-N-20鱘魚型導彈是專供颱風級核潛艇使用的彈道導彈。它採用固體燃料，三級推進式潛射洲際彈道導彈。長度16米，直徑2.4米。發射重量90噸，可攜帶10個分彈頭，射程8300公里，圓概率偏差500~600米。R-39導彈是蘇聯（俄羅斯）投入使用的僅有的2種固體燃料的潛射彈道導彈，另一是R-30圓錘（廠方編號3M30）/（美國防部編號SS-NX-30，無北約代號，削核條約編號RSM-56）導彈雖然也是固體燃料，但尚在實驗中。2011年11月23日從尤裡多爾戈魯基號上兩發連射獲得成功。固體燃料具有準備時間短，安全的特點（液體燃料通常有毒且易燃易爆），但同時也帶來的發射重量增大和儲放時間縮短和射程降低的問題。首批R-39導彈於1983年交付海軍，也就是說TK-208服役前期和TK-202試航期中，潛艇的彈道導彈是缺裝的。
雖然颱風級的體積和艇寬度幾乎是俄亥俄級的兩倍，但美國俄亥俄級卻能攜帶射程12000公里三叉戟II型導彈24枚，而颱風級卻只能攜帶20枚射程8300公里的R-39礁石。導彈數量上俄亥俄級仍佔優勢。但由於三叉戟II導彈每發攜帶8個MK-5 MIRV（配合W-88核彈頭）或14個MK-4 MIRV（配合W-76核彈頭），R-39導彈每發卻能帶10發彈頭。這樣24×14=336個，而颱風級則有20×10=200個。而在核爆當量都大約是0.1兆噸TNT（10萬噸，1兆=1百萬），而R-39相比以前蘇聯導彈的最大進步就是與“三叉戟”都使用的是三級推進，固體燃料。這樣在發射準備沒有任何差距，在射程上R-39的8300-10000公里弱於三叉戟II的11100公里。而由於颱風級連射時可以齊射兩枚導彈，發射全部導彈耗費時間上颱風級無疑佔有優勢。
不過，由於蘇聯的固體燃料彈道導彈技術並沒有美國成熟，所以R-39導彈與三叉戟型導彈還存在著很多差距。首先發射重量R-39為90噸，而三叉戟II型僅為不到60噸，這樣造成了發射後坐力增大等問題。其次在精度上，R-39裝備“星光”天文制導系統之後的圓概率誤差為500~600米，而三叉戟II型MK-6慣性天文導航系統之後的圓概率誤差為僅為90米~120米。雖然R-39的維護費用和製造費用不比三叉戟導彈高，但對於資金緊張的蘇聯（俄羅斯）海軍也是一筆不小的數字。

### 观导设备
在观导设备上，台风级使用了“鲍托尔-941”综合导航系统、“公共马车”型指挥系统、“闪电-MC”型通信系统、“暴风雪”型雷达系统和用于观察艇外状况的“MTK-110”型电视系统。其中“鲍托尔-941”型综合导航系统是专门为台风级设计的，这一系列中包括了德尔塔IV级中使用的“交响乐”卫星导航系统。
在科拉半岛上，苏联建立了一个超低频无线电站。这座无线电站发射的超低频波能够穿透到水下200~300米，并且信号基本上能够覆盖全球。这个无线电站可用于为潜艇下达命令，而最主要的也是为弹道导弹潜艇下达命令。台风级是首先装备超低频接收器的潜艇。此后德尔塔III和德尔塔IV才加装上接收器。而为了保证战时台风级核潜艇能够收到信号，前苏联准备了至少16个通讯信道，分别是：1个超低频信道、5个超长波信道、5个短波信道、5个卫星通信信道。苏联的5个长波台分别在俄罗斯境内的下新城、克拉斯诺达尔斯克和哈巴罗夫斯克；还有在白俄罗斯1座，乌兹别克斯坦1座。尽管超长波电台能够将信号传播很远，但在南半球、大西洋西部（美国的东海岸海区）和太平洋东部（美国的西海岸地区）的信号可能会接收不到。一旦战时超长波台被摧毁，苏联还用空中值班的通讯飞机可以提供长波信道。

## 台风级的缺点
台风级由于艇身过大，導致比德尔塔IV级或美国俄亥俄级要更容易被發现。而且台风级的建造维护费用也要比导弹火力相等的俄亥俄级要高，这也注定了经济不如美国的苏联是不可能大量生产并维护这种潜艇。据称一艘台风的现代化升级费用相当于两艘“北风之神”的建造费，因此它们将不会改装。自1996年起，俄罗斯海军陆续将台风级核潜艇退役，目前俄海军仅一艘“德米特里-顿斯科伊”号（TK-208)，在2023年除役。

## 虚幻世界中的台风级
台风级在多部小说中出现过。比如：由日本漫画家川口开治所作的《沉默的舰队》；由马克·约瑟夫所作的《猎杀波将金号》和《台风》等等。关于台风级最著名的小说是由汤姆·克兰西所著的《猎杀红色十月号》（The Hunt for Red October）。其中主角红十月号在小说中写为台风级的第7艘同级舰。故事内容是参加演习的潜艇红十月号因艇长变节，使得潜艇而遭到苏联追杀的故事，最后红十月号逃过大难投奔美国。但与现实世界中的台风级不同，红十月号装配了26个导弹发射筒。而且小说中还有杰克雷恩进入导弹发射筒间与敌人枪战的戏，与实际的台风设计不符。
台风级还出现在电子游戏中。如美商藝電开发的《红色警戒2》中苏联阵营中在造船厂可以建造台风级潜艇，但游戏中的台风级是鱼雷攻击潜艇，只能用鱼雷攻击，显然是与白斑狗鱼-B型攻击型核潜艇混淆。在Big Huge Games开发的《王國的興起：政權保衛戰》（Rise of Nations: Thrones and Patriots）的“冷战”战役中苏联可以使用台风级，但同样也改为鱼雷攻击潜艇。不過游戏中的台风级是该游戏中攻击力和耐久力最强的战舰。
在電影《惡靈古堡5：天譴日》中，保护伞公司用台风级潜艇运送病毒，并且在影片后面使用潜艇撞开冰层（真正的台风级潜艇的确可以）。

## 注解
1. ↑  原文：“…You and I are living and continue living in this world that is faulty…”“…America launched the Trident class,the name of the first boat is Ohio,for beyond them we started building the Akula,the more powerful submarine…”《Discovery》钢铁鲨鱼
2. ↑  该导弹在俄军中有个同名者：S-300F堡垒的出口版RIF礁石导弹
3. ↑  .   [2012年5月18日]. （原始内容存档于2012年5月19日）.
4. ↑  空泡鱼雷的原理请见 “超空泡鱼雷”的原理 （页面存档备份，存于）
5. ↑  .   [2012-05-27]. （原始内容存档于2012-01-08）.
6. ↑  《艦船知識增刊——蘇俄潛艇全紀錄》颱風潛艇章節，艦船知識出版社，2006年
7. ↑  .   [2012-01-31]. （原始内容存档于2012-02-02）.
8. ↑  技術上可以攜帶14發，但由於美蘇核限定協議而改裝8發，請見三叉戟飛彈